# Johannes I Megas Komnenos Axouchos
Johannes I Megas Komnenos Axouchos (Grieks: Ιωάννης Α΄ Μέγας Κομνηνός Αξούχος/Iōannēs I Megas Komnēnos Axouchos) (ca. 1210/1215-1238) was van 1235 tot 1238 keizer van Trebizonde.

## Leven
Johannes was de oudste zoon van keizer Alexios I Megas Komnenos, maar werd bij diens dood 1222 gepasseerd, mogelijk omdat hij nog minderjarig was. Pas na de dood van zijn zwager Andronikos I Gidos kwam hij op de troon van Trebizonde. Hij stierf al in 1238. Zijn zoon Johannik(i)os werd onterfd en in een klooster opgesloten. De troon besteeg nu Johannes' broer Manuel I.